# Вилар-ду-Монти (Барселуш)
Вила́р-ду-Мо́нти (порт. Vilar do Monte) — населённый пункт и район в Португалии, входит в округ Брага. Является составной частью муниципалитета Барселуш. Находится в составе крупной городской агломерации Большое Минью. По старому административному делению входил в провинцию Минью. Входит в экономико-статистический субрегион Каваду, который входит в Северный регион. Население составляет 660 человек на 2001 год. Занимает площадь 4,83 км².